# Callithomia melanida
Callithomia melanida är en fjärilsart som beskrevs av Pieter Cramer 1782. Callithomia melanida ingår i släktet Callithomia och familjen praktfjärilar. Inga underarter finns listade i Catalogue of Life.